# 潼州 (四川省)
潼州，中国南北朝时设置的州。
西魏废帝二年（553年）西魏置潼州，治所在巴西郡巴中县（在今四川省绵阳市东部涪江东岸）。北周时下辖巴西郡（下辖巴中县、昌隆县、魏城县、金山县、益昌县、西充国县）、万安郡（下辖万安县）、安城郡（下辖涪城县）、潼川郡（下辖安寿县）。辖境相当今四川省绵阳市、江油市、安州区等地。隋文帝开皇元年（581年）隋朝为杨忠避讳，改巴中县为巴西县。开皇五年（585年）改潼州为绵州。